# Esslinger Burg

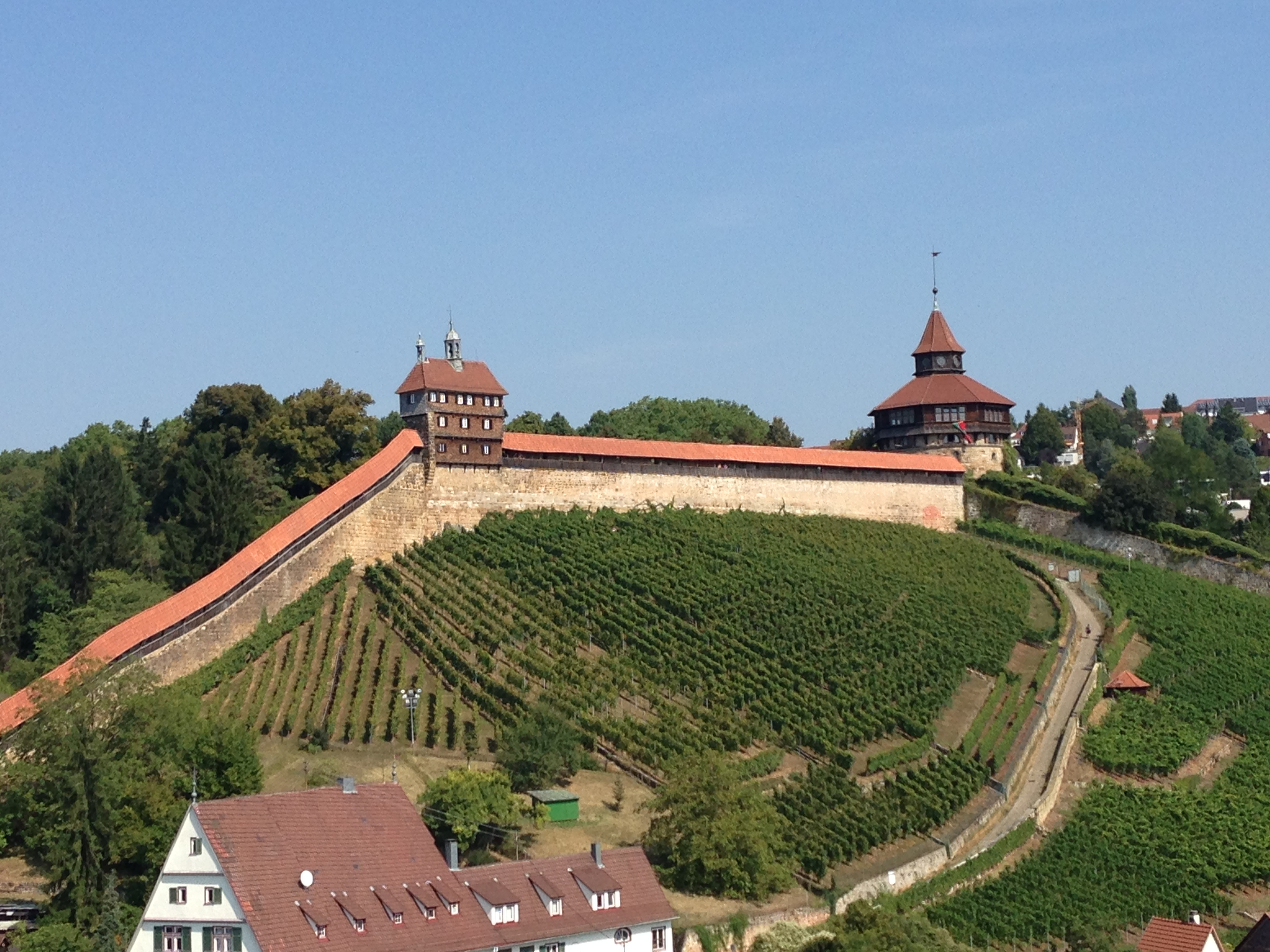
Esslinger Burg

Die sogenannte Burg in Esslingen am Neckar ist ein erhalten gebliebener Teil der mittelalterlichen Stadtbefestigung, der sich oberhalb der einstigen und heutigen Innenstadt befindet.

## Geschichte

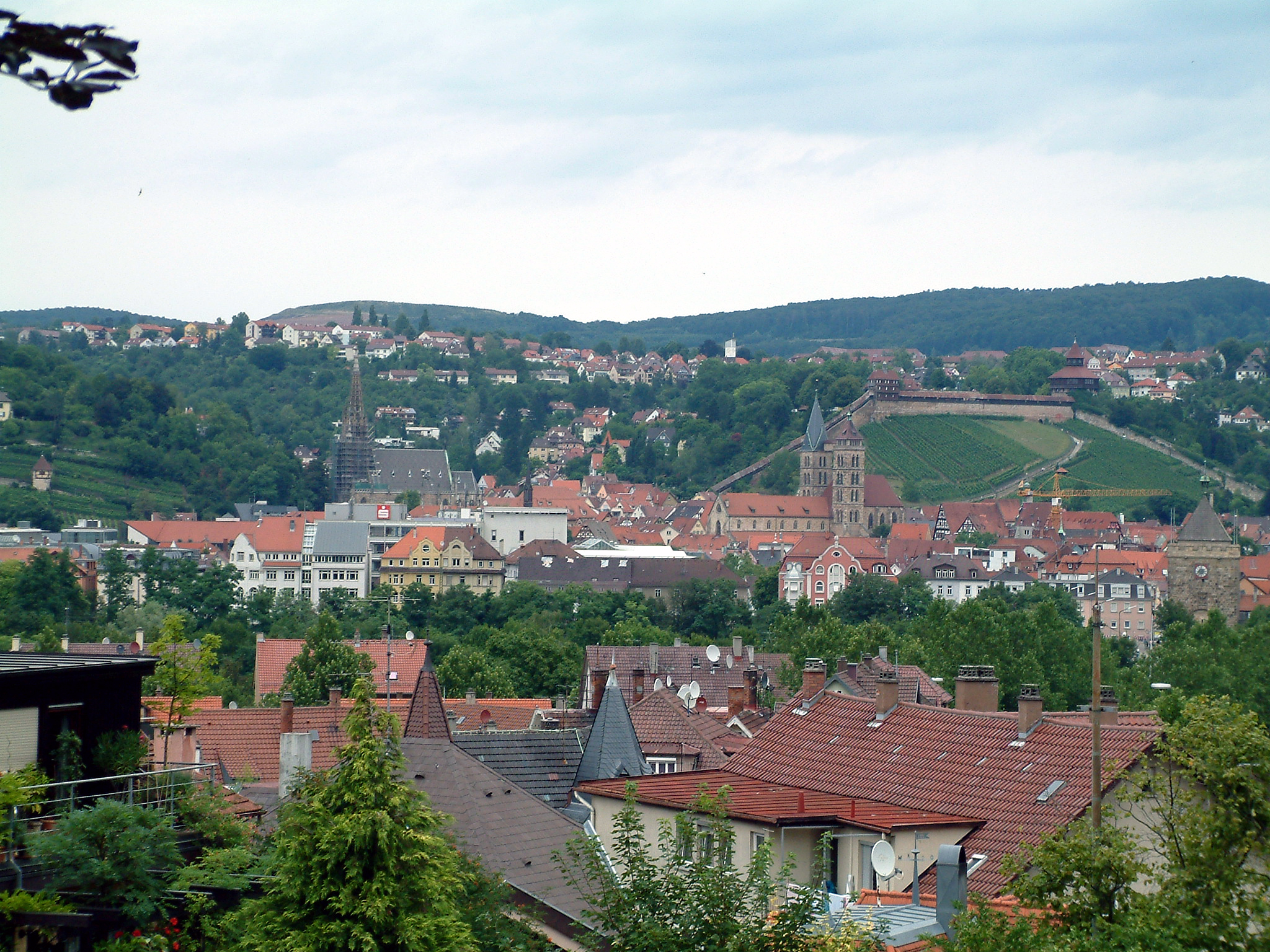
Blick von der Pliensauvorstadt auf die Burg (rechts im Bild)

Mit der Erhebung zur Stadt durch Friedrich II. im Jahr 1219 wurde Esslingen wohl erstmals durch Mauern geschützt. Doch den Vorposten auf dem Schönenberg verband erst Rudolf von Habsburg in den Jahren 1286 und 1287 durch zwei Schenkelmauern mit der Stadtbefestigung. Im 14. Jahrhundert folgte eine dritte Schenkelmauer.
1519 bis 1531 wurde die Anlage durch eine Burgsteige sowie durch Wall und Graben auf der Stadtseite erweitert. Die Befestigung hielt im Jahr 1519 dem Angriff des Herzogs Ulrich von Württemberg stand, der nach Reutlingen auch die Reichsstadt Esslingen einzunehmen versuchte. Im Jahr 1525 wurde der Dicke Turm errichtet, 1529 das später so genannte Mélac-Häuschen. 1688 soll sich in diesem Häuschen eine Esslingerin dem französischen General geopfert haben, um ihre Heimatstadt zu retten; der Versuch misslang allerdings, und Mélac richtete erhebliche Zerstörungen an.

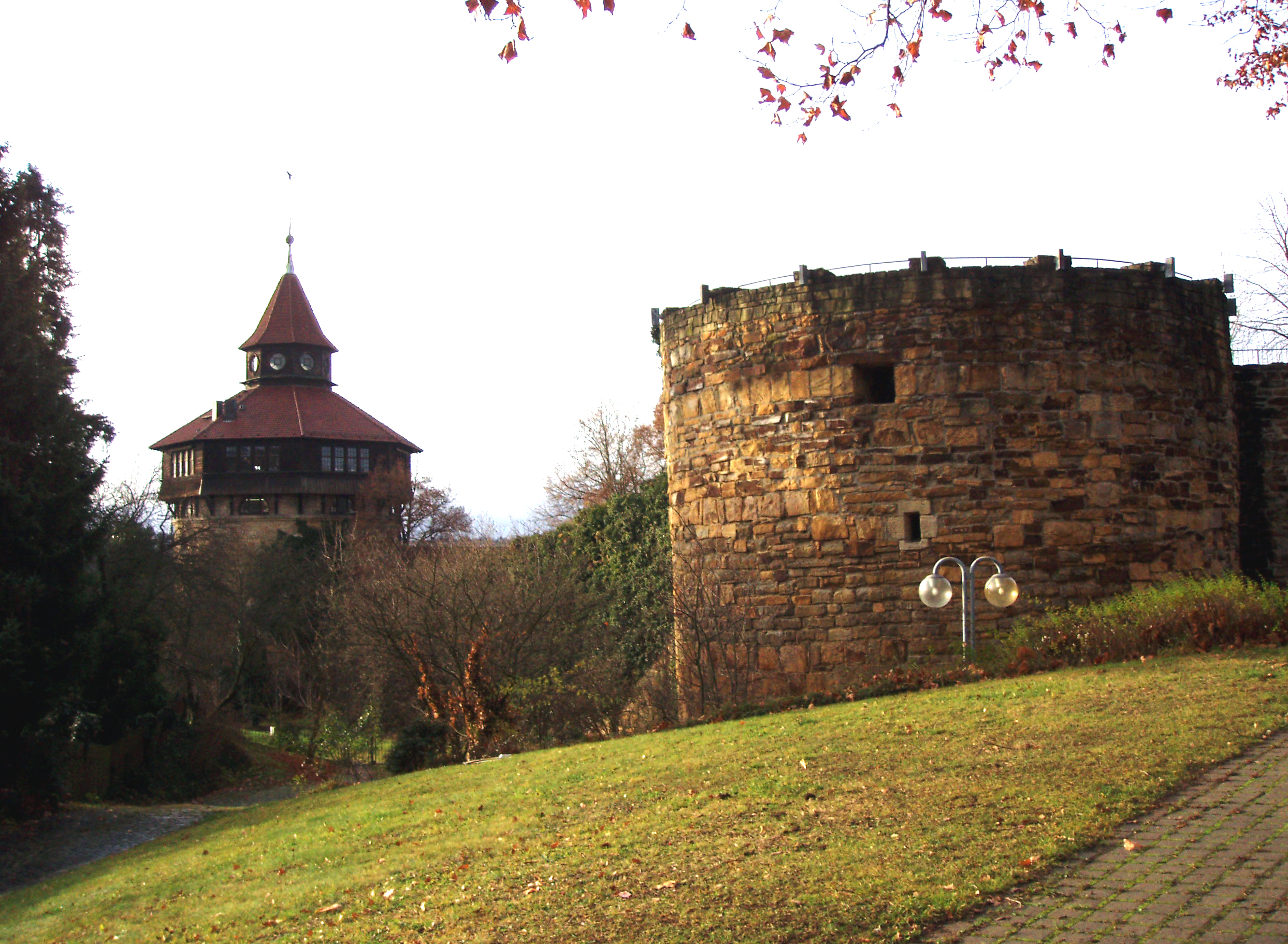
Dicker Turm und Pulverturm von außen

Der Dicke Turm und die aus dem 18. Jahrhundert stammende Hochwacht sind durch den Seilergang miteinander verbunden.
1887 erhielt der Dicke Turm einen Turmhelm nach dem Vorbild der Nürnberger Turmbauten. Zum Stadtjubiläum im Jahr 1977 wurde die Anlage großenteils saniert; 1981 wurde der renovierte Pulverturm zugänglich gemacht.

## Erhaltene Bauten
Ein großer Teil der Anlage ist frei zugänglich und wird im Sommer als Bühne für Open-Air-Kinovorführungen etc. verwendet. Unter den Rasenflächen und Spielplätzen nördlich der eigentlichen Anlage befinden sich Trinkwasserreservoirs.
Von Norden her betritt man die Burganlage vom äußeren Burgplatz über eine Brücke zwischen dem Kanonenbuckel links und den jüngeren Wirtschaftsgebäuden mit der Burgschänke rechts. Vom Kanonenbuckel zur Linken hat man einen Überblick über die ganze Anlage. Zwischen Kanonenbuckel und Pulverturm befindet sich ein Apothekergarten mit Brunnen und Sonnenuhr; den Pulverturm selbst konnte man zeitweilig vom Burggraben aus und durch einen Kasemattengang sowie über eine neu eingebaute Wendeltreppe begehen, gegenwärtig (Stand 2012) ist er allerdings gesperrt. Zwischen Pulver- und Dickem Turm ist eine Mauer mit zahlreichen Durchblicken erhalten geblieben.
Der Dicke Turm, das Wahrzeichen der Stadt Esslingen, wurde bis Dezember 2011 als Restaurant genutzt. Er ist seither für die Öffentlichkeit geschlossen.
Der Dicke Turm und die Hochwacht sind durch den Seilergang, von dem aus man einen schönen Blick auf die Innenstadt hat, verbunden; neben dem Dicken Turm befindet sich der Durchgang zur Burgsteige, die zwischen Weinbergen hinab zum Kaisheimer Pfleghof und zum Esslinger Marktplatz führt. Die Fortsetzung des Seilergangs bildet mit den Burgstaffeln die einzige öffentlich zugängliche Schenkelmauer. Auf diesem Weg gelangt man zum unteren Ende der Straße Obere Beutau und damit auch an den Marktplatz. Die Befestigungsmauer zwischen Hochwacht und Mélac-Häuschen steht über einem steilen Abhang mit Gärten und Wohnhäusern. Eine weitere Schenkelmauer, die aber nicht öffentlich zugänglich ist, führt vom Mélac-Häuschen neben der Burgschänke aus abwärts.

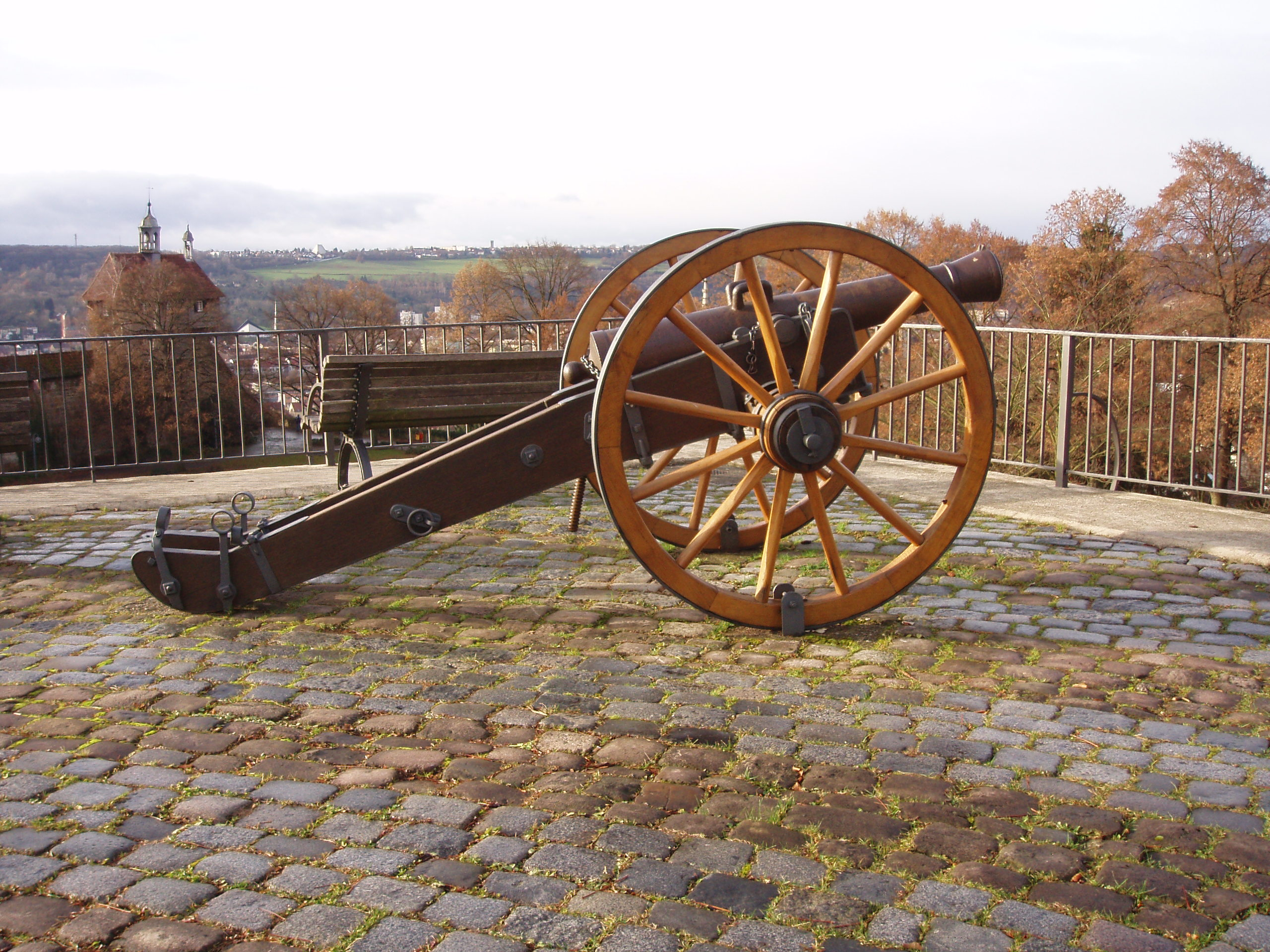
Blick vom Kanonenbuckel zur Hochwacht
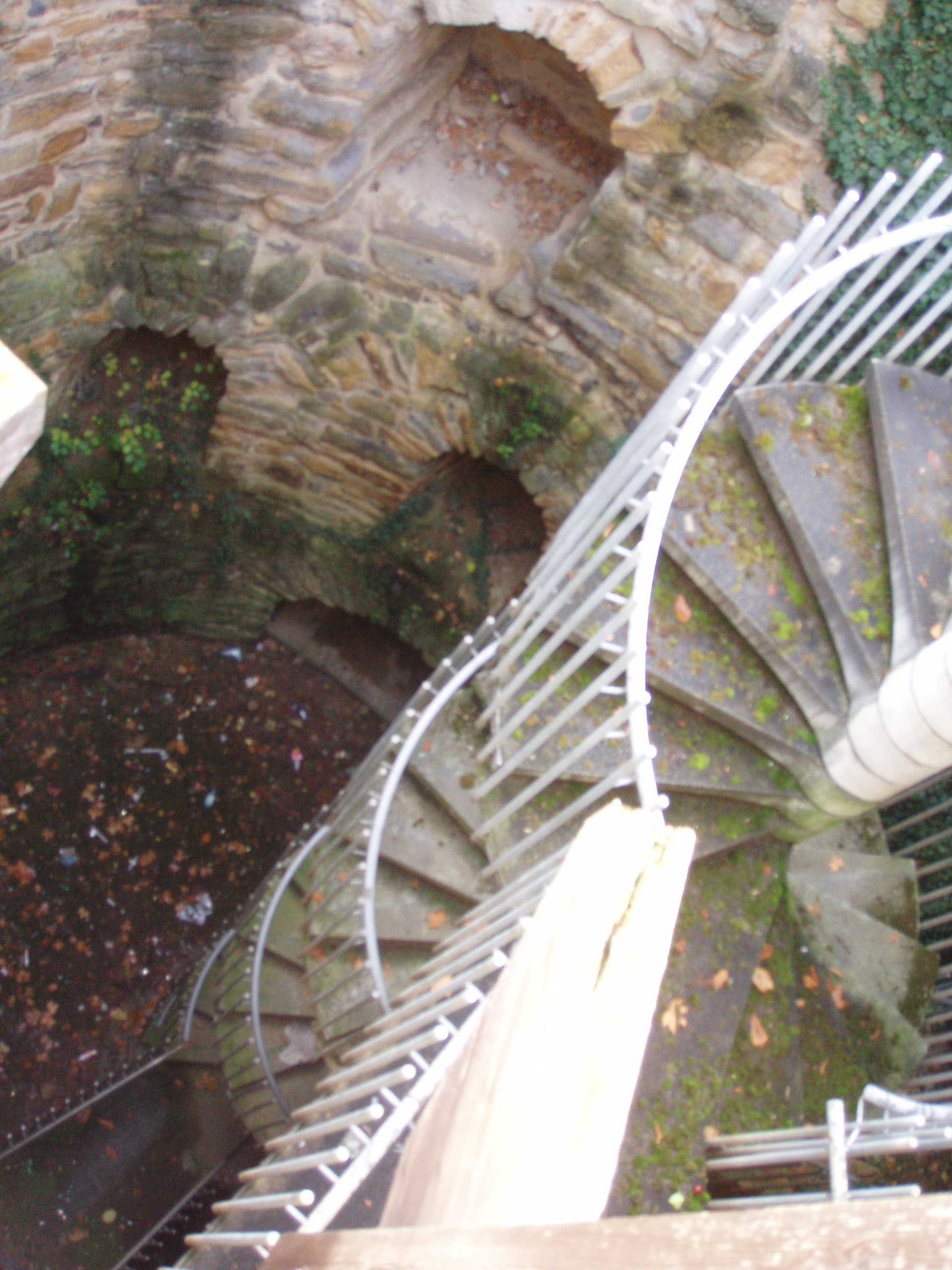
Blick in den Pulverturm
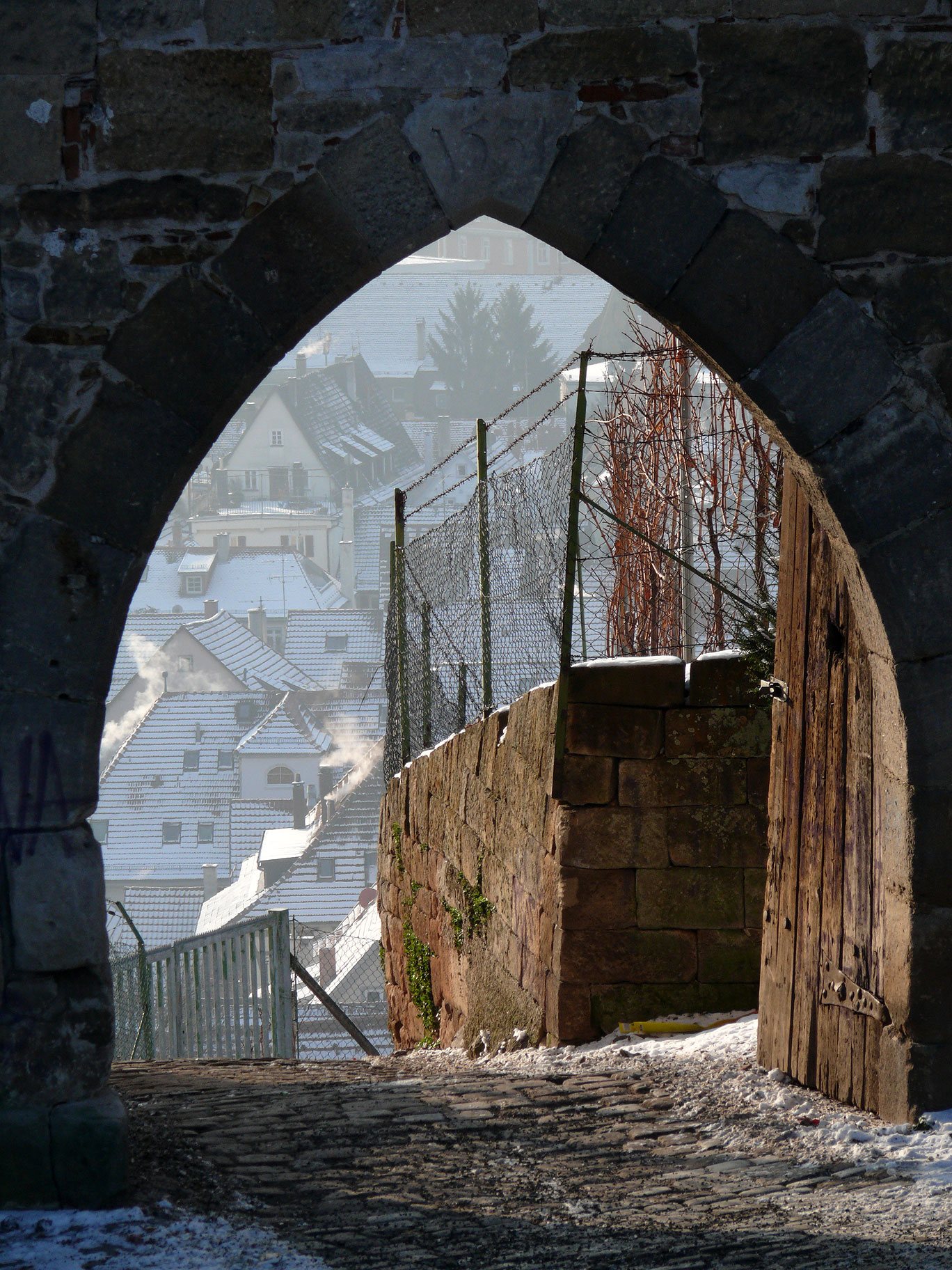
Durchgang unter dem Seilergang zur Burgsteige mit Blick auf die Altstadt
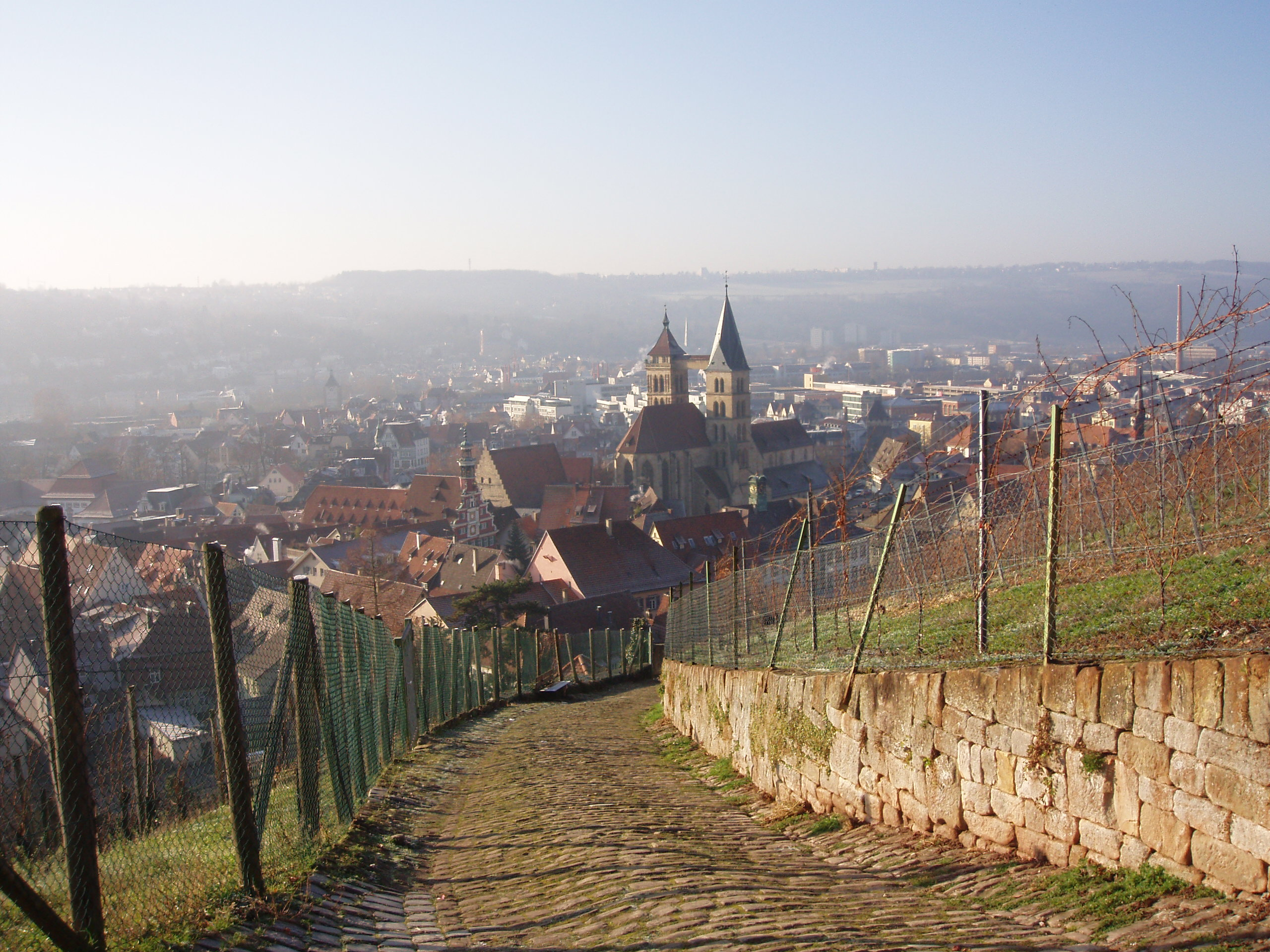
Burgsteige
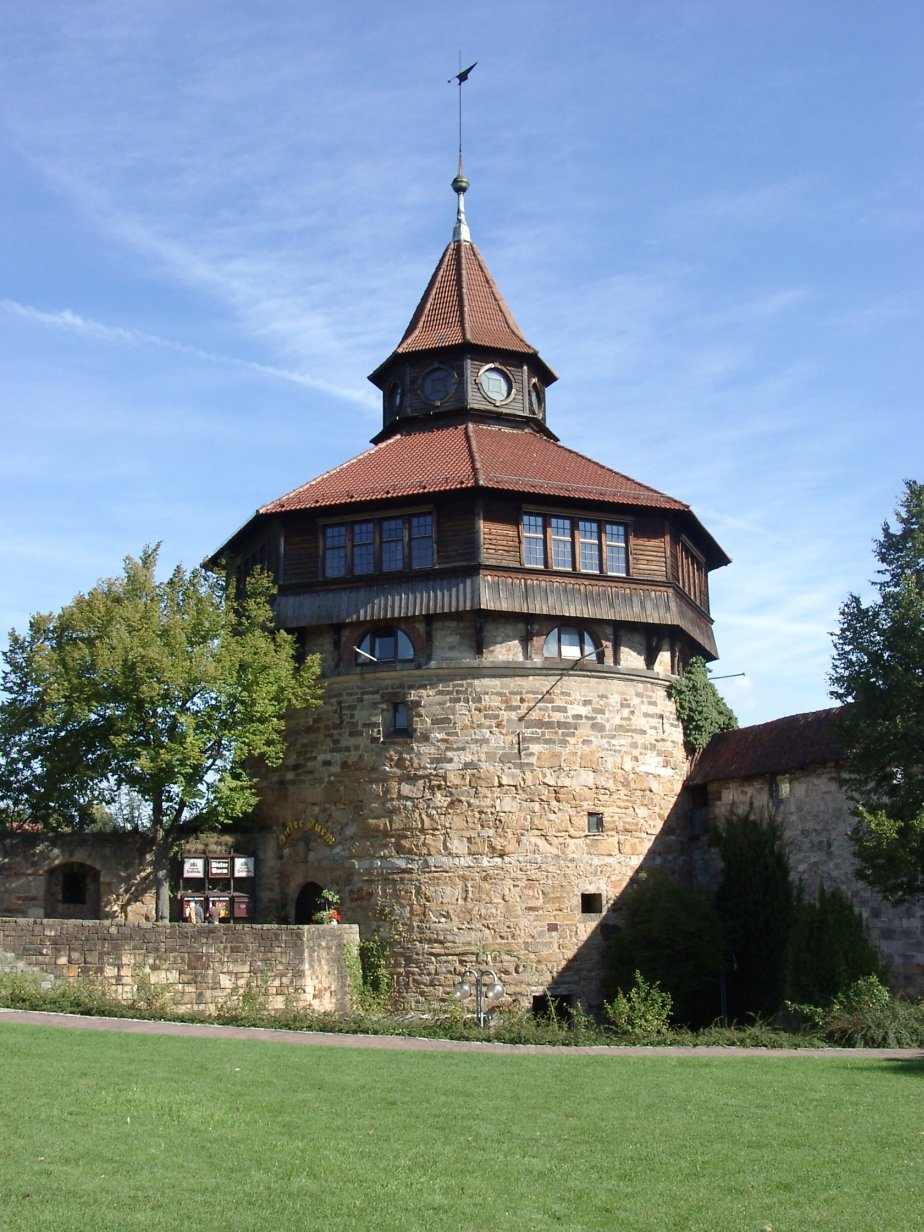
Dicker Turm und ein Teil des Seilergangs (rechts)
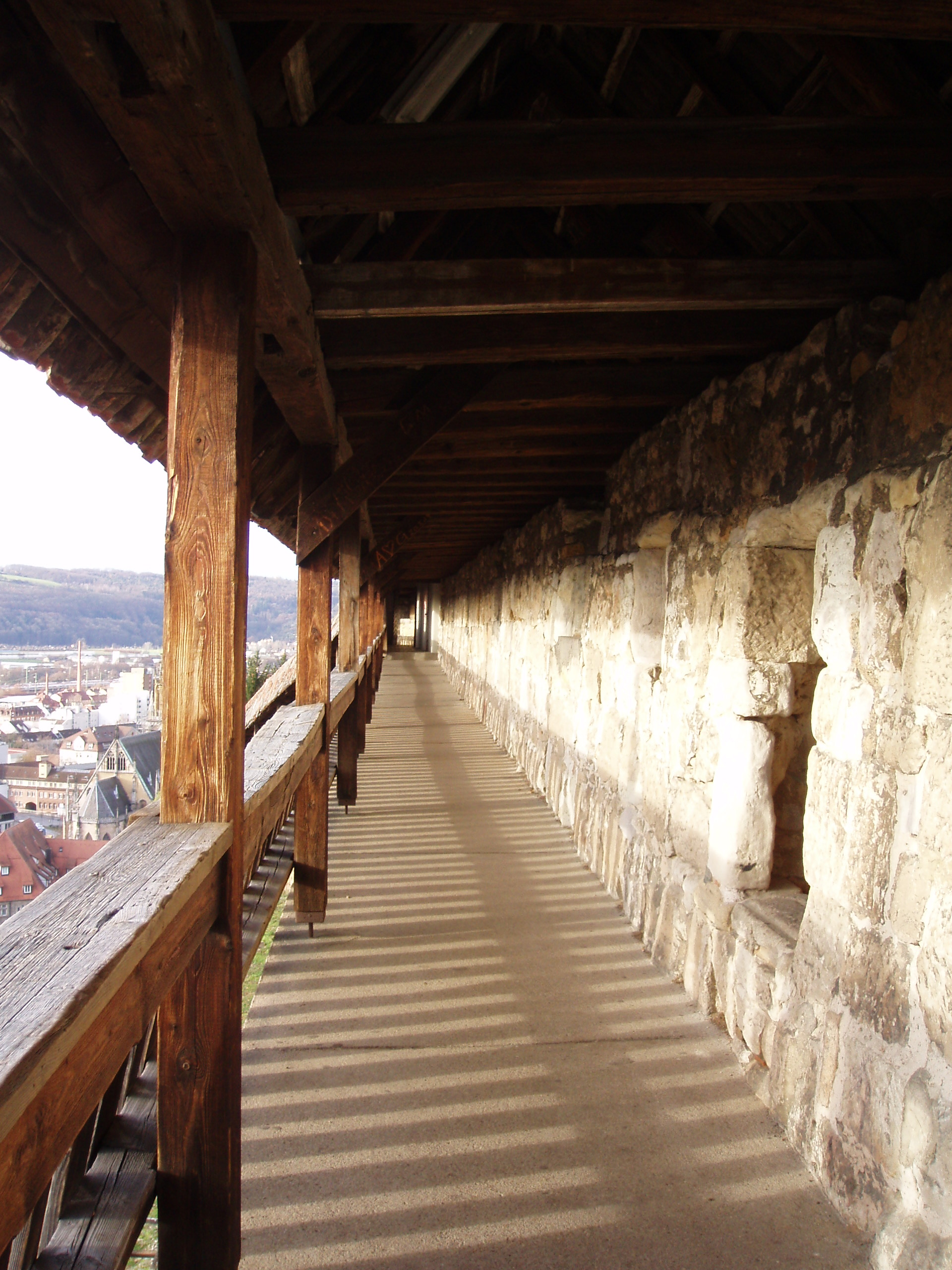
Seilergang
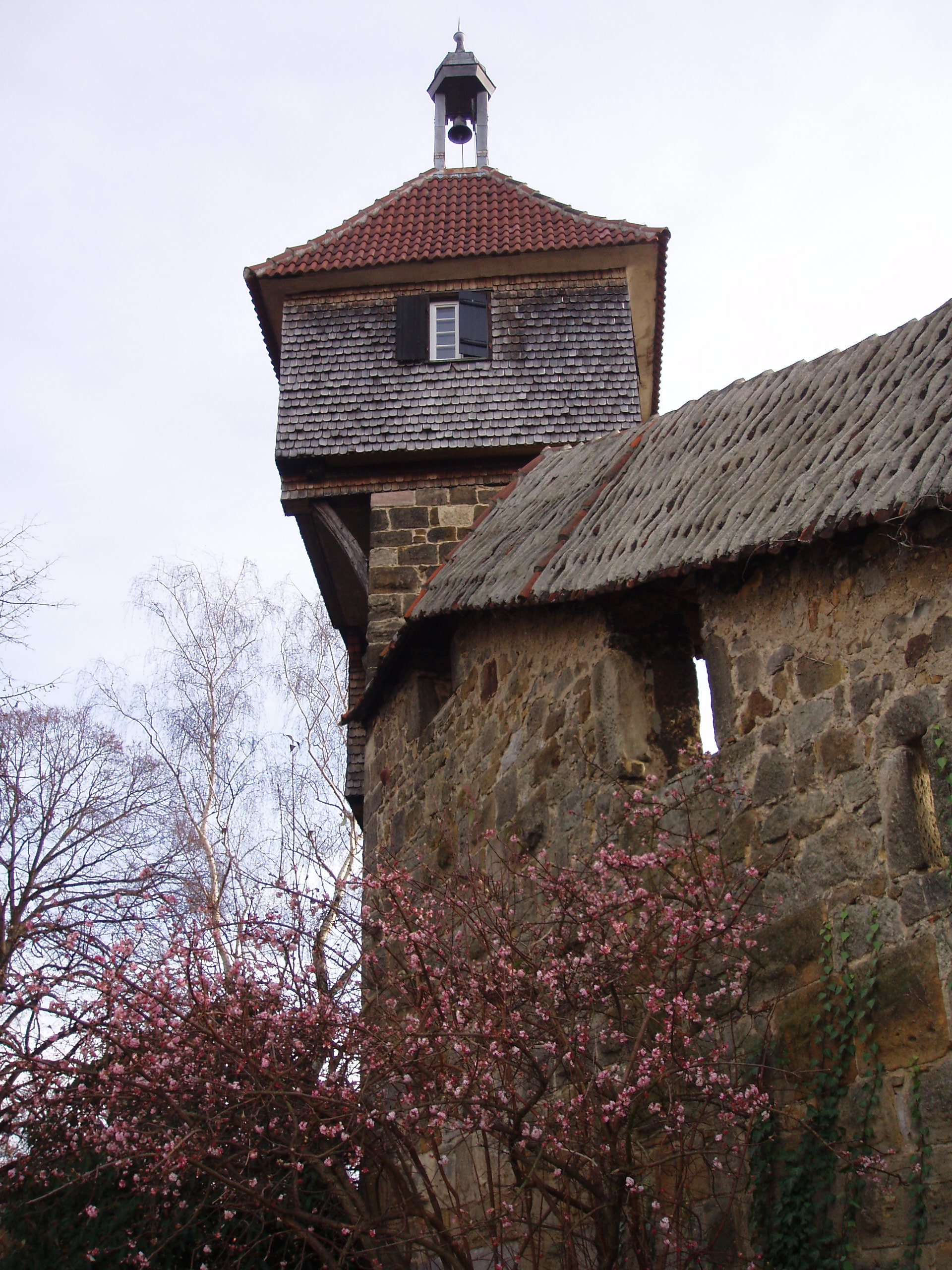
Die Hochwacht und ein Teil der Burgstaffel
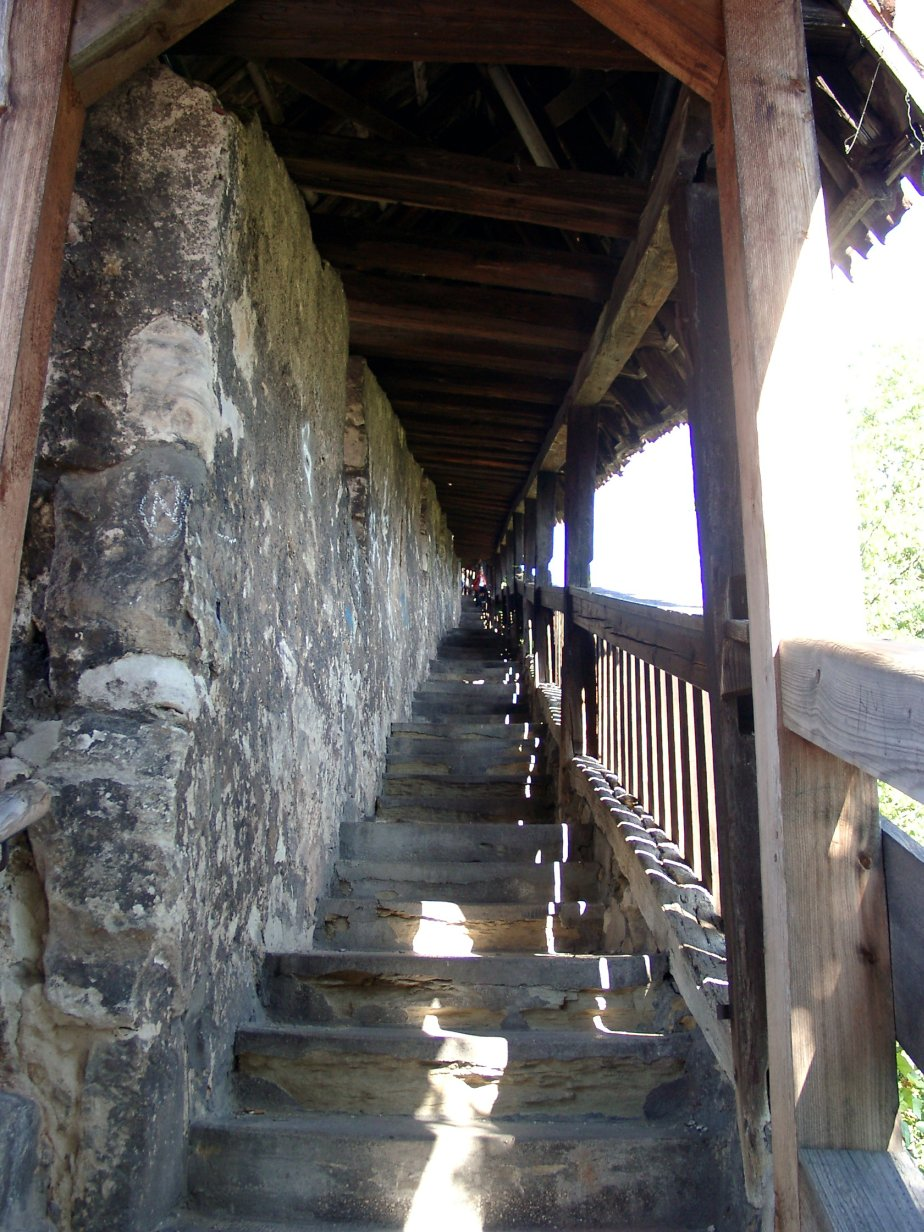
Burgstaffel von der Stadtseite
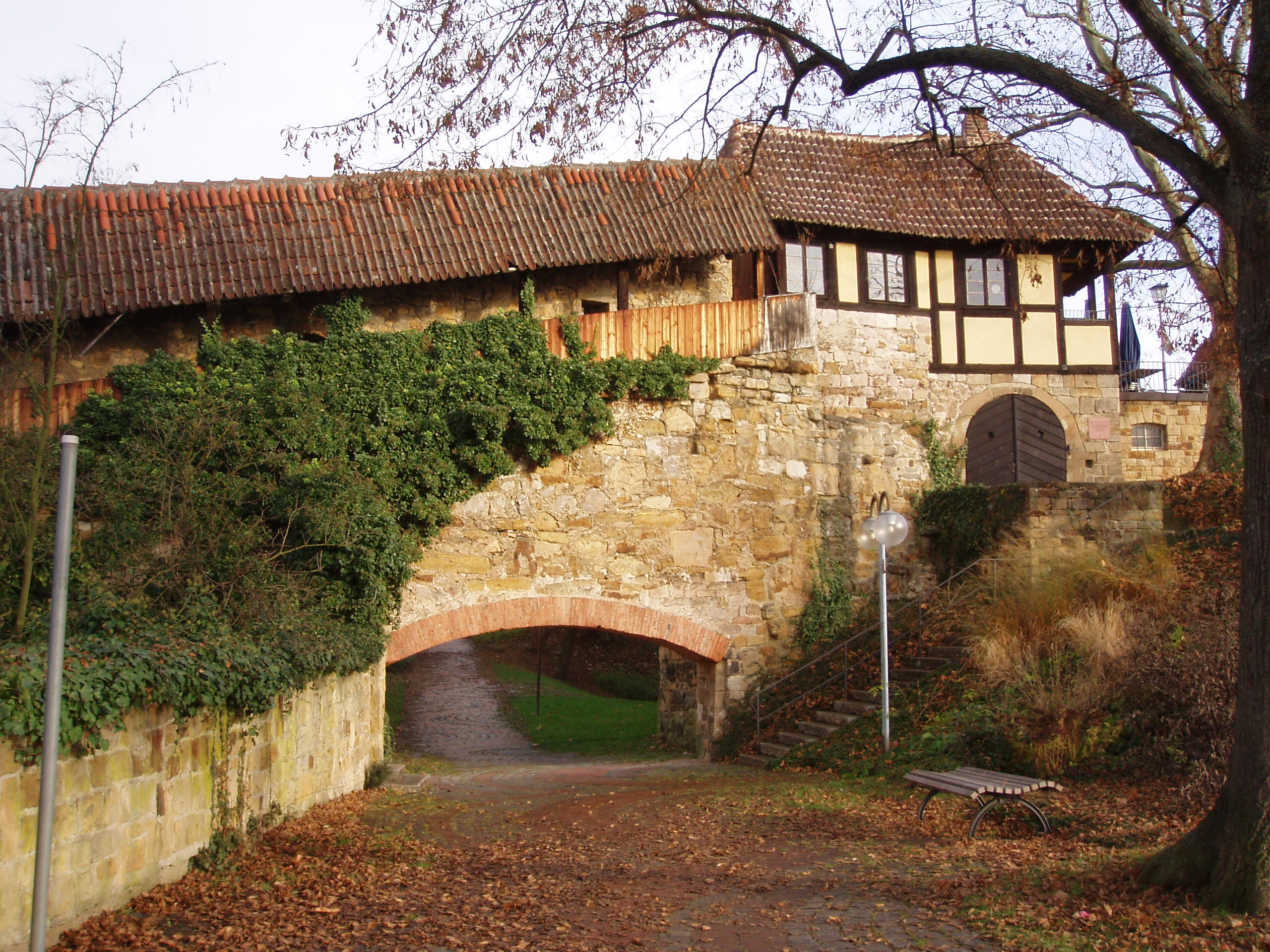
Mélac-Häuschen und ein Teil der nicht zugänglichen Schenkelmauer
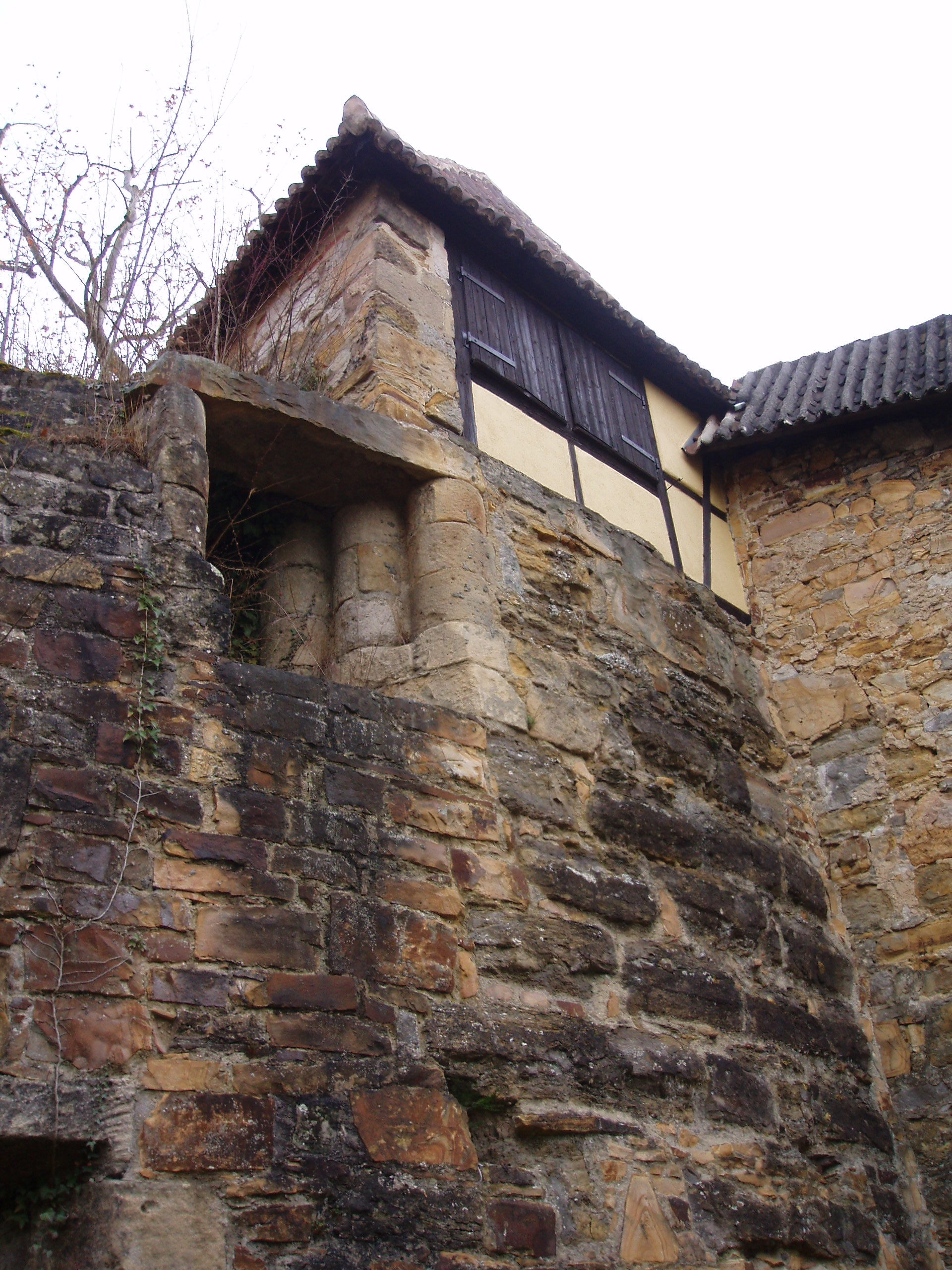
Mauerdetails an einem weiteren Rundturm beim Melac-Häuschen
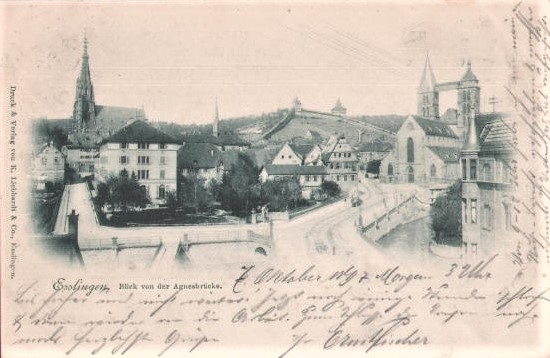
Eine Aufnahme von Karl Liebhardt aus dem Jahr 1897: Blick aus der Stadt zur Burg